# Fatou Jupiter Touré
Fatou Jupiter Touré, née 3 janvier 1985 à Dakar, est une actrice, réalisatrice, scénariste, productrice sénégalaise et initiatrice du festival de cinéma Téranga Movies Awards (TMA).

## Biographie
Fatou Jupiter est née d'un père d'origine malienne et d'une mère d'origine ivoirienne. 
En 2002, elle rejoint la Faculté de lettres de l'Université Cheikh Anta Diop après son Baccalauréat. Elle obtient une licence en Littérature et Langue Anglaise. 
Durant son cursus, elle rejoint l'Atelier de Recherches et de Pratiques Théâtrales Isseu Niang de son université dans lequel elle est comédienne. Après plusieurs pièces, elle devient pensionnaire de deux compagnies théâtrales dont celui du Théâtre National Daniel Sorano pendant un an. En 2011, une autre audition lui permet d'intégrer la compagnie Bou Saana. Elle vit alors au Brésil durant plusieurs mois. Ce séjour est dans l'optique de préparer une pièce de théâtre, mais aussi de faire une tournée en France. 
Ensuite, elle réussit au concours d'entrée à l'école de cinéma Média Centre et devient une diplômée en techniques audiovisuelles, réalisation et communication sociale. C'est dans ce même établissement qu'elle entame une vie professionnelle en devenant assistante de production pour plusieurs projets cinématographiques.
Au fil des années, Fatou devient de plus en plus polyvalente. En effet, elle devient assistante de production dans la publicité, productrice exécutive, styliste sur le plateau et même ingénieure du son.  
Elle obtient aussi un Master en communication d'entreprise.  Elle devient par la suite responsable de programmes au niveau d'une boîte de communication à Dakar. 
La notoriété de Fatou Jupiter Touré devient de grandes envergures lorsqu'elle passe un audition pour une série télévisée qui la mettra au devant de la scène, C'est la vie. En amont, elle est en contact avec l'auteure de la série, Marguerite Abouet, pour un entretien après un appel à scénario pour la série. C'est durant cet entretien que l'auteure lui propose de participer à la distribution de ladite série.
Fatou enchaîne alors les projets et rôles jusqu'à fonder le Téranga Movies Awards (TMA), une cérémonie qui récompense les membres du secteur cinématographique au Sénégal, en Afrique mais aussi dans sa diaspora.

## Filmographie

### Réalisatrice/ Scénariste
| Documentaire | Documentaire                       | Documentaire | Documentaire      |
| ------------ | ---------------------------------- | ------------ | ----------------- |
| Année        | Titre                              | Durée        | Pays              |
| 2003         | Kaddu Wude (Paroles de cordonnier) |              | Sénégal           |
| 2006         | Surtout, souriez!                  | 08 minutes   | Sénégal, Belgique |

| Film  | Film                       | Film                  | Film    |
| ----- | -------------------------- | --------------------- | ------- |
| Année | Titre                      | Durée                 | Pays    |
| 2008  | Awadi : Messenger of Truth | 6 minutes 32 secondes | Sénégal |

### Assistante Réalisatrice
| Longs Métrages | Longs Métrages  | Longs Métrages | Longs Métrages |
| -------------- | --------------- | -------------- | -------------- |
| Année          | Titre           | Réalisation    | Pays           |
| 2015           | Le cheval blanc | Adam Sie       | Sénégal        |

### Actrice
| Films | Films                  | Films    | Films                                   | Films                 | Films   |
| ----- | ---------------------- | -------- | --------------------------------------- | --------------------- | ------- |
| Année | Titre                  | Rôle     | Réalisateur / Réalisatrice / Production | Durée                 | Pays    |
| 2018  | Ma coépouse bien-aimée | Coépouse | Angèle Diabang Brener                   | 16 minutes            | Sénégal |
| 2020  | La dernière danse      | Noor     | Fatoumata Diallo                        | 13minutes 55 secondes | Sénégal |

| Séries    | Séries          | Séries    | Séries                                    | Séries  |
| --------- | --------------- | --------- | ----------------------------------------- | ------- |
| Année     | Titre           | Rôle      | Réalisateur / Réalisatrice / Production   | Pays    |
| 2015      | C'est La Vie    | Assitan   | Moussa Sène Absa et Fabacary Assymby Coly | Sénégal |
| 2017      | You Taxi        | Alima     | Leuz Média                                | Sénégal |
| 2018      | Yelo Peppe      | Fatima    | Shirley Frimpong Manso                    | Ghana   |
| 2019      | Golden          | Léna Gaye | El Hadj Cissokho                          | Sénégal |
| 2020 2025 | Jigeen Key & Za | Zahara    | Fatim Cissé Fatou Jupiter touré           | Sénégal |

## Festivals
En dépit de sa participation à des festivals, Fatou Jupiter instaure son propre festival sénégalais Teranga Movies Awards, grâce à son Association Cinéma 221.